# Liste des gonfaloniers de justice et prieurs de la république de Florence dans les années 1350
Pour des articles plus généraux, voir Liste des gonfaloniers de justice et prieurs de la république de Florence et Liste des gonfaloniers de justice et prieurs de la république de Florence au XIVe siècle.
Cet article dresse une liste des gonfaloniers de justice et prieurs de la république de Florence dans les années 1350.

## 1350
| Période de gouvernement            | Gonfaloniers de Justice et Prieurs                   | Notes                                                          |
| ---------------------------------- | ---------------------------------------------------- | -------------------------------------------------------------- |
| 1er janvier 1350-28 février 1350   | Filippo di Duccio Magalotti                          | Gonf. issu du q. Santa Croce.                                  |
| 1er janvier 1350-28 février 1350   | Ugolino di Vieri                                     | Pr. du q. San Spirito. Apothicaire (speziale).                 |
| 1er janvier 1350-28 février 1350   | Niccolò di Gherardino Gianni                         | Pr. du q. San Spirito.                                         |
| 1er janvier 1350-28 février 1350   | Taddeo di Caruccio                                   | Pr. du q. Santa Croce. Drapier (pannaiolo).                    |
| 1er janvier 1350-28 février 1350   | Bertoldo di Geppo                                    | Pr. du q. Santa Croce. Apothicaire (speziale).                 |
| 1er janvier 1350-28 février 1350   | Mess. Tommaso Altoviti                               | Pr. du q. Santa Maria Novella.                                 |
| 1er janvier 1350-28 février 1350   | Marco di Rosso Strozzi                               | Pr. du q. Santa Maria Novella.                                 |
| 1er janvier 1350-28 février 1350   | Andrea di Vieri Rondinelli                           | Pr. du q. San Giovanni.                                        |
| 1er janvier 1350-28 février 1350   | Braccino di Piero Duranti                            | Pr. du q. San Giovanni.                                        |
| 1er mars 1350-30 avril 1350        | Niccolò di Giovanni di Gherardino Malegonnelle       | Gonf. issu du q. Santa Maria Novella.                          |
| 1er mars 1350-30 avril 1350        | Chiaro di Nuccio Ammirati                            | Pr. du q. San Spirito.                                         |
| 1er mars 1350-30 avril 1350        | Vanni Manetti                                        | Pr. du q. San Spirito.                                         |
| 1er mars 1350-30 avril 1350        | Niccolò di Simone Guardi                             | Pr. du q. Santa Croce.                                         |
| 1er mars 1350-30 avril 1350        | Cambino Signorini                                    | Pr. du q. Santa Croce.                                         |
| 1er mars 1350-30 avril 1350        | Niccolò di Geri                                      | Pr. du q. Santa Maria Novella. Boucher (beccaio).              |
| 1er mars 1350-30 avril 1350        | Pasquino di Tello                                    | Pr. du q. Santa Maria Novella. Forgeron (fabbro).              |
| 1er mars 1350-30 avril 1350        | Manetto di Spigliato da Filicaia                     | Pr. du q. San Giovanni.                                        |
| 1er mars 1350-30 avril 1350        | Andrea di Neri di Lippo del Palagio (ou del Palazzo) | Pr. du q. San Giovanni.                                        |
| 1er mai 1350-30 juin 1350          | Nerone di Nigi Dietisalvi Neroni                     | Gonf. issu du q. San Giovanni.                                 |
| 1er mai 1350-30 juin 1350          | Filippo di Recco Capponi                             | Pr. du q. San Spirito.                                         |
| 1er mai 1350-30 juin 1350          | Taddeo di Cionino Aglioni                            | Pr. du q. San Spirito.                                         |
| 1er mai 1350-30 juin 1350          | Piero del Bene Pepi                                  | Pr. du q. Santa Croce.                                         |
| 1er mai 1350-30 juin 1350          | Giovanni di Mess. Lotto Salviati                     | Pr. du q. Santa Croce.                                         |
| 1er mai 1350-30 juin 1350          | Ciore del Buono                                      | Pr. du q. Santa Maria Novella.                                 |
| 1er mai 1350-30 juin 1350          | Ser Giovanni Pizzini                                 | Pr. du q. Santa Maria Novella.                                 |
| 1er mai 1350-30 juin 1350          | Silvestro di Donato del Tinto                        | Pr. du q. San Giovanni. Aubergiste (caffettaio) ?              |
| 1er mai 1350-30 juin 1350          | Ruberto Martelli                                     | Pr. du q. San Giovanni. Fabricant d'épées (spadaio) ?          |
| 1er juillet 1350-31 août 1350      | Niccolò di Cione Ridolfi                             | Gonf. issu du q. San Spirito.                                  |
| 1er juillet 1350-31 août 1350      | Rosso di Corso                                       | Pr. du q. San Spirito. Maréchal-ferrant (ferratore).           |
| 1er juillet 1350-31 août 1350      | Simone di Ser Donato Benci                           | Pr. du q. San Spirito.                                         |
| 1er juillet 1350-31 août 1350      | Ricco di Ser Gherardo Risaliti                       | Pr. du q. Santa Croce.                                         |
| 1er juillet 1350-31 août 1350      | Angelo di Berto di Cecco Castellani                  | Pr. du q. Santa Croce.                                         |
| 1er juillet 1350-31 août 1350      | Temperano di Manno di Cecco del Chiaro               | Pr. du q. Santa Maria Novella.                                 |
| 1er juillet 1350-31 août 1350      | Ugolino di Nardo Rucellai                            | Pr. du q. Santa Maria Novella.                                 |
| 1er juillet 1350-31 août 1350      | Geri di Guccio Ghiberti                              | Pr. du q. San Giovanni.                                        |
| 1er juillet 1350-31 août 1350      | Guido di Dino del Pecora                             | Pr. du q. San Giovanni.                                        |
| 1er septembre 1350-31 octobre 1350 | Filippo di Cionetto de'Bastari                       | Gonf. issu du q. Santa Croce.                                  |
| 1er septembre 1350-31 octobre 1350 | Schiatta di Ridolfo di Guido Ridolfi                 | Pr. du q. San Spirito.                                         |
| 1er septembre 1350-31 octobre 1350 | Jacopo di Banco di Puccio Bencivenni                 | Pr. du q. San Spirito.                                         |
| 1er septembre 1350-31 octobre 1350 | Nuto di Vanni                                        | Pr. du q. Santa Croce. Fromager (pizzicagnolo).                |
| 1er septembre 1350-31 octobre 1350 | Francesco di Giovanni                                | Pr. du q. Santa Croce. Cordonnier (calzolaio).                 |
| 1er septembre 1350-31 octobre 1350 | Jacopo di Lapo Brunetti                              | Pr. du q. Santa Maria Novella.                                 |
| 1er septembre 1350-31 octobre 1350 | Andrea di Ricco Savini                               | Pr. du q. Santa Maria Novella.                                 |
| 1er septembre 1350-31 octobre 1350 | Sandro di Biliotto Tornabelli                        | Pr. du q. San Giovanni.                                        |
| 1er septembre 1350-31 octobre 1350 | Giorgio di Benci Carucci                             | Pr. du q. San Giovanni.                                        |
| 1er novembre 1350-31 décembre 1350 | Bindo di Mess. Oddo Altoviti                         | Gonf. issu du q. Santa Maria Novella.                          |
| 1er novembre 1350-31 décembre 1350 | Stefano di Lippo Neri                                | Pr. du q. San Spirito.                                         |
| 1er novembre 1350-31 décembre 1350 | Luca di Feo Ugolini                                  | Pr. du q. San Spirito.                                         |
| 1er novembre 1350-31 décembre 1350 | Michele di Nardo                                     | Pr. du q. Santa Croce. Mercier (merciaio).                     |
| 1er novembre 1350-31 décembre 1350 | Simone di Rinieri Peruzzi                            | Pr. du q. Santa Croce.                                         |
| 1er novembre 1350-31 décembre 1350 | Vespuccia di Dolcibene                               | Pr. du q. Santa Maria Novella. Négociant en vins (vinattiere). |
| 1er novembre 1350-31 décembre 1350 | Paolo di Giraldo                                     | Pr. du q. Santa Maria Novella. Tanneur (galigaio).             |
| 1er novembre 1350-31 décembre 1350 | Tommaso di Bartolo Fedi                              | Pr. du q. San Giovanni.                                        |
| 1er novembre 1350-31 décembre 1350 | Amerigo da Sommaia                                   | Pr. du q. San Giovanni.                                        |

## 1351
| Période de gouvernement            | Gonfaloniers de Justice et Prieurs        | Notes                                                                  |
| ---------------------------------- | ----------------------------------------- | ---------------------------------------------------------------------- |
| 1er janvier 1351-28 février 1351   | Francesco di Ser Arrigo de'Rocchi         | Gonf. issu du q. San Giovanni.                                         |
| 1er janvier 1351-28 février 1351   | Albizzo Rinucci                           | Pr. du q. San Spirito.                                                 |
| 1er janvier 1351-28 février 1351   | Neri di Recco Capponi (ou del Cappone)    | Pr. du q. San Spirito.                                                 |
| 1er janvier 1351-28 février 1351   | Simone Bertini                            | Pr. du q. Santa Croce.                                                 |
| 1er janvier 1351-28 février 1351   | Francesco di Caccino Ricoveri             | Pr. du q. Santa Croce.                                                 |
| 1er janvier 1351-28 février 1351   | Andrea di Lippozzo Mangioni               | Pr. du q. Santa Maria Novella.                                         |
| 1er janvier 1351-28 février 1351   | Stefano di Duccio del Forese              | Pr. du q. Santa Maria Novella.                                         |
| 1er janvier 1351-28 février 1351   | Sandro di Ghisello                        | Pr. du q. San Giovanni. Boucher (beccaio).                             |
| 1er janvier 1351-28 février 1351   | Paolo Tondi                               | Pr. du q. San Giovanni. Boulanger (fornaio).                           |
| 1er mars 1351-30 avril 1351        | Mess. Donato Velluti                      | Gonf. issu du q. San Spirito.                                          |
| 1er mars 1351-30 avril 1351        | Andrea                                    | Pr. du q. San Spirito. Fabricant de chaussures (pianellaio).           |
| 1er mars 1351-30 avril 1351        | Nigi di Paolo                             | Pr. du q. San Spirito. Hôtelier (albergatore).                         |
| 1er mars 1351-30 avril 1351        | Giovanni di Covone Covoni                 | Pr. du q. Santa Croce.                                                 |
| 1er mars 1351-30 avril 1351        | Orlando di Cambio Orlandi                 | Pr. du q. Santa Croce.                                                 |
| 1er mars 1351-30 avril 1351        | Niccolò di Cenni di Nardo Rucellai        | Pr. du q. Santa Maria Novella.                                         |
| 1er mars 1351-30 avril 1351        | Giorgio di Collino Grandoni               | Pr. du q. Santa Maria Novella.                                         |
| 1er mars 1351-30 avril 1351        | Mess. Lottieri da Filicaia                | Pr. du q. San Giovanni.                                                |
| 1er mars 1351-30 avril 1351        | Malatesta di Francesco de'Medici          | Pr. du q. San Giovanni.                                                |
| 1er mai 1351-30 juin 1351          | Simone di Neri dell'Antella               | Gonf. issu du q. Santa Croce.                                          |
| 1er mai 1351-30 juin 1351          | Giovanni di Giunta                        | Pr. du q. San Spirito. Drapier (lanaiolo).                             |
| 1er mai 1351-30 juin 1351          | Lippo di Dino                             | Pr. du q. San Spirito.                                                 |
| 1er mai 1351-30 juin 1351          | Piero di Dino                             | Pr. du q. Santa Croce. Forgeron (maniscalco).                          |
| 1er mai 1351-30 juin 1351          | Ridolfo di Lorenzo                        | Pr. du q. Santa Croce. Cordonnier (calzolaio).                         |
| 1er mai 1351-30 juin 1351          | Martino di Bizzo                          | Pr. du q. Santa Maria Novella. Marchand de fourrure de vair (vaiaio) ? |
| 1er mai 1351-30 juin 1351          | Uberto di Strozza di Mess. Jacopo Strozzi | Pr. du q. Santa Maria Novella.                                         |
| 1er mai 1351-30 juin 1351          | Zato di Gaddo Passavanti                  | Pr. du q. San Giovanni.                                                |
| 1er mai 1351-30 juin 1351          | Manno di Pagno degli Albizzi              | Pr. du q. San Giovanni.                                                |
| 1er juillet 1351-31 août 1351      | Paolo di Neri Bordoni                     | Gonf. issu du q. Santa Maria Novella.                                  |
| 1er juillet 1351-31 août 1351      | Ser Rinuccio Sapiti                       | Pr. du q. San Spirito.                                                 |
| 1er juillet 1351-31 août 1351      | Ser Jacopo di Ser Gherardo Gualberti      | Pr. du q. San Spirito.                                                 |
| 1er juillet 1351-31 août 1351      | Duccio di Guido Tolosini                  | Pr. du q. Santa Croce.                                                 |
| 1er juillet 1351-31 août 1351      | Francesco Vigorosi                        | Pr. du q. Santa Croce.                                                 |
| 1er juillet 1351-31 août 1351      | Niccolò di Dello                          | Pr. du q. Santa Maria Novella. Fromager (pizzicagnolo).                |
| 1er juillet 1351-31 août 1351      | Giuliano di Lippo                         | Pr. du q. Santa Maria Novella. Boucher (beccaio).                      |
| 1er juillet 1351-31 août 1351      | Jacopo di Renzo                           | Pr. du q. San Giovanni. Changeur de monnaie (cambiatore).              |
| 1er juillet 1351-31 août 1351      | Rosso di Ricciardo de'Ricci               | Pr. du q. San Giovanni.                                                |
| 1er septembre 1351-31 octobre 1351 | Bindo di Bonaccio Guasconi                | Gonf. issu du q. San Giovanni.                                         |
| 1er septembre 1351-31 octobre 1351 | Francesco di Lippo Antinori               | Pr. du q. San Spirito.                                                 |
| 1er septembre 1351-31 octobre 1351 | Niccolò di Bocchino Rimbaldesi            | Pr. du q. San Spirito.                                                 |
| 1er septembre 1351-31 octobre 1351 | Paolo Covoni                              | Pr. du q. Santa Croce.                                                 |
| 1er septembre 1351-31 octobre 1351 | Piero di Bandino Baroncelli               | Pr. du q. Santa Croce.                                                 |
| 1er septembre 1351-31 octobre 1351 | Paolo di Bardo Altoviti                   | Pr. du q. Santa Maria Novella.                                         |
| 1er septembre 1351-31 octobre 1351 | Puccio Carletti                           | Pr. du q. Santa Maria Novella.                                         |
| 1er septembre 1351-31 octobre 1351 | Giovanni di Piero Parenti                 | Pr. du q. San Giovanni. Armurier (corazzaio).                          |
| 1er septembre 1351-31 octobre 1351 | Mettino di Bettino                        | Pr. du q. San Giovanni. Vannier, coffretier (cofanaio).                |
| 1er novembre 1351-31 décembre 1351 | Giorgio Baroni                            | Gonf. issu du q. San Spirito.                                          |
| 1er novembre 1351-31 décembre 1351 | Giovanni di Ciaro                         | Pr. du q. San Spirito. Fripier (rigattiere).                           |
| 1er novembre 1351-31 décembre 1351 | Bandino di Guido                          | Pr. du q. San Spirito. Artisan du cuir (coreggiaio).                   |
| 1er novembre 1351-31 décembre 1351 | Andrea Loli                               | Pr. du q. Santa Croce.                                                 |
| 1er novembre 1351-31 décembre 1351 | Niccolò di Michele Riccialbani            | Pr. du q. Santa Croce.                                                 |
| 1er novembre 1351-31 décembre 1351 | Salvino Beccanugi                         | Pr. du q. Santa Maria Novella.                                         |
| 1er novembre 1351-31 décembre 1351 | Simone di Ser Giovanni Siminetti          | Pr. du q. Santa Maria Novella.                                         |
| 1er novembre 1351-31 décembre 1351 | Spina di Pino di Spina Falconi            | Pr. du q. San Giovanni.                                                |
| 1er novembre 1351-31 décembre 1351 | Piero di Ser Spigliato da Filicaia        | Pr. du q. San Giovanni.                                                |

## 1352
| Période de gouvernement            | Gonfaloniers de Justice et Prieurs                        | Notes                                                               |
| ---------------------------------- | --------------------------------------------------------- | ------------------------------------------------------------------- |
| 1er janvier 1352-29 février 1352   | Nastagio di Lapo di Talento Bucelli (ou Nastasio Bucelli) | Gonf. issu du q. Santa Croce. Mort en charge.                       |
| 1er janvier 1352-29 février 1352   | Bencivenni di Lippo Mancini                               | Gonf. issu du q. Santa Croce. Élu en remplacement du précédent.     |
| 1er janvier 1352-29 février 1352   | Azzolino di Ser Viviano                                   | Pr. du q. San Spirito.                                              |
| 1er janvier 1352-29 février 1352   | Giovanni d'Arrigo Sassolini                               | Pr. du q. San Spirito.                                              |
| 1er janvier 1352-29 février 1352   | Antonio di Martino                                        | Pr. du q. Santa Croce. Boucher (beccaio).                           |
| 1er janvier 1352-29 février 1352   | Paolo di Ricco Capitani                                   | Pr. du q. Santa Croce. Tanneur (pelacane).                          |
| 1er janvier 1352-29 février 1352   | Bernardo di Piero Strozzi                                 | Pr. du q. Santa Maria Novella.                                      |
| 1er janvier 1352-29 février 1352   | Lorenzo di Meglio Fagiuoli                                | Pr. du q. Santa Maria Novella.                                      |
| 1er janvier 1352-29 février 1352   | Cambiozzo di Lippo de'Medici                              | Pr. du q. San Giovanni.                                             |
| 1er janvier 1352-29 février 1352   | Niccolò di Mone Guidi                                     | Pr. du q. San Giovanni.                                             |
| 1er mars 1352-30 avril 1352        | Francesco di Meo Acciaiuoli                               | Gonf. issu du q. Santa Maria Novella.                               |
| 1er mars 1352-30 avril 1352        | Giovanni di Gherardo Lanfredini                           | Pr. du q. San Spirito.                                              |
| 1er mars 1352-30 avril 1352        | Francesco di Benino Neldi                                 | Pr. du q. San Spirito.                                              |
| 1er mars 1352-30 avril 1352        | Sandro di Lapo Covoni                                     | Pr. du q. Santa Croce.                                              |
| 1er mars 1352-30 avril 1352        | Giovanni di Geri del Bello                                | Pr. du q. Santa Croce.                                              |
| 1er mars 1352-30 avril 1352        | Giovanni Giraldi                                          | Pr. du q. Santa Maria Novella. Tanneur (galigaio).                  |
| 1er mars 1352-30 avril 1352        | Bonifazio di Falconiere                                   | Pr. du q. Santa Maria Novella. Forgeron (ferraiolo) ?               |
| 1er mars 1352-30 avril 1352        | Castello di Lippo del Beccuto                             | Pr. du q. San Giovanni.                                             |
| 1er mars 1352-30 avril 1352        | Gregorio di Ricco di Buto                                 | Pr. du q. San Giovanni.                                             |
| 1er mai 1352-30 juin 1352          | Lando d'Antonio degli Albizzi                             | Gonf. issu du q. San Giovanni.                                      |
| 1er mai 1352-30 juin 1352          | Piero di Cenni Ugolini                                    | Pr. du q. San Spirito.                                              |
| 1er mai 1352-30 juin 1352          | Jacopo di Gherardino Gianni                               | Pr. du q. San Spirito.                                              |
| 1er mai 1352-30 juin 1352          | Lotto del Maestro Cambio Salviati                         | Pr. du q. Santa Croce.                                              |
| 1er mai 1352-30 juin 1352          | Piero di Bonaventura Ricoveri                             | Pr. du q. Santa Croce.                                              |
| 1er mai 1352-30 juin 1352          | Albizzo di Lippo Bellandi                                 | Pr. du q. Santa Maria Novella.                                      |
| 1er mai 1352-30 juin 1352          | Bartolo di More Ubaldini                                  | Pr. du q. Santa Maria Novella.                                      |
| 1er mai 1352-30 juin 1352          | Matteo di Federigo Soldi                                  | Pr. du q. San Giovanni.                                             |
| 1er mai 1352-30 juin 1352          | Scolaio di Franco                                         | Pr. du q. San Giovanni. Fripier (rigattiere).                       |
| 1er juillet 1352-31 août 1352      | Luigi di Mess. Andrea de'Mozzi                            | Gonf. issu du q. San Spirito.                                       |
| 1er juillet 1352-31 août 1352      | Niccolò di Nome de'Giandonati                             | Pr. du q. San Spirito. Négociant en vins (vinattiere).              |
| 1er juillet 1352-31 août 1352      | Segna di Lotto                                            | Pr. du q. San Spirito. Fromager (pizzicagnolo).                     |
| 1er juillet 1352-31 août 1352      | Francesco di Cino Rinuccini                               | Pr. du q. Santa Croce.                                              |
| 1er juillet 1352-31 août 1352      | Giovanni di Massario Raffacani                            | Pr. du q. Santa Croce.                                              |
| 1er juillet 1352-31 août 1352      | Giovanni di Rocco Savini                                  | Pr. du q. Santa Maria Novella.                                      |
| 1er juillet 1352-31 août 1352      | Jacopo di Mezza Attaviani                                 | Pr. du q. Santa Maria Novella.                                      |
| 1er juillet 1352-31 août 1352      | Giovanni di Bartolo Bischeri                              | Pr. du q. San Giovanni.                                             |
| 1er juillet 1352-31 août 1352      | Francesco di Lippo di Lapo di Bonagiunta                  | Pr. du q. San Giovanni.                                             |
| 1er septembre 1352-31 octobre 1352 | Jacopo d'Alberto Alberti                                  | Gonf. issu du q. Santa Croce.                                       |
| 1er septembre 1352-31 octobre 1352 | Bartolommeo di Lapo di Buto                               | Pr. du q. San Spirito.                                              |
| 1er septembre 1352-31 octobre 1352 | Piero di Bino di Ser Tinaccio Bini                        | Pr. du q. San Spirito.                                              |
| 1er septembre 1352-31 octobre 1352 | Taddeo di Caruccio                                        | Pr. du q. Santa Croce. Drapier (pannaiolo).                         |
| 1er septembre 1352-31 octobre 1352 | Francesco di Giovanni                                     | Pr. du q. Santa Croce. Cordonnier (calzolaio).                      |
| 1er septembre 1352-31 octobre 1352 | Luigi di Lippo Aldobrandini                               | Pr. du q. Santa Maria Novella.                                      |
| 1er septembre 1352-31 octobre 1352 | Francesco di Giunta Borghi                                | Pr. du q. Santa Maria Novella.                                      |
| 1er septembre 1352-31 octobre 1352 | Jacopo di Dino di Guido del Pecora                        | Pr. du q. San Giovanni.                                             |
| 1er septembre 1352-31 octobre 1352 | Lazzero di Foresino Lazzeri                               | Pr. du q. San Giovanni.                                             |
| 1er novembre 1352-31 décembre 1352 | Jacopo di Francesco del Bene                              | Gonf. issu du q. Santa Maria Novella.                               |
| 1er novembre 1352-31 décembre 1352 | Filippo Bonsi                                             | Pr. du q. San Spirito.                                              |
| 1er novembre 1352-31 décembre 1352 | Biagio di Fecino Ridolfi                                  | Pr. du q. San Spirito.                                              |
| 1er novembre 1352-31 décembre 1352 | Orlando Gherardi                                          | Pr. du q. Santa Croce.                                              |
| 1er novembre 1352-31 décembre 1352 | Zanobi di Berto Rinieri                                   | Pr. du q. Santa Croce. Drapier (pannaiolo).                         |
| 1er novembre 1352-31 décembre 1352 | Filippo di Guccio                                         | Pr. du q. Santa Maria Novella. Menuisier (legnaiolo).               |
| 1er novembre 1352-31 décembre 1352 | Azzino di Gualberto                                       | Pr. du q. Santa Maria Novella. Forgeron (fabbro).                   |
| 1er novembre 1352-31 décembre 1352 | Giorgio di Riccardo de'Ricci                              | Pr. du q. San Giovanni. Marchand de tissu au détail (ritagliatore). |
| 1er novembre 1352-31 décembre 1352 | Cecco di Cione                                            | Pr. du q. San Giovanni.                                             |

## 1353
| Période de gouvernement            | Gonfaloniers de Justice et Prieurs             | Notes                                                                      |
| ---------------------------------- | ---------------------------------------------- | -------------------------------------------------------------------------- |
| 1er janvier 1353-28 février 1353   | Mess. Giovanni di Mess. Alamanno de'Medici     | Gonf. issu du q. San Giovanni. Mort en charge.                             |
| 1er janvier 1353-28 février 1353   | Manetto di Ser Spigliato da Filicaia           | Gonf. issu du q. San Giovanni. Élu en remplacement du précédent.           |
| 1er janvier 1353-28 février 1353   | Mico di Recco Capponi (ou del cappone)         | Pr. du q. San Spirito.                                                     |
| 1er janvier 1353-28 février 1353   | Niccolò di Tingo                               | Pr. du q. San Spirito. Apothicaire (speziale).                             |
| 1er janvier 1353-28 février 1353   | Ser Bartolommeo di Neri da Roffiano            | Pr. du q. Santa Croce.                                                     |
| 1er janvier 1353-28 février 1353   | Migliorozzo di Taddeo Magaldi                  | Pr. du q. Santa Croce.                                                     |
| 1er janvier 1353-28 février 1353   | Domenico di Sandro Donnini                     | Pr. du q. Santa Maria Novella.                                             |
| 1er janvier 1353-28 février 1353   | Benedetto di Mess. Giovanni Strozzi            | Pr. du q. Santa Maria Novella.                                             |
| 1er janvier 1353-28 février 1353   | Mone di Fantino                                | Pr. du q. San Giovanni. Négociant en vins (vinattiere).                    |
| 1er janvier 1353-28 février 1353   | Bartolo di Lore                                | Pr. du q. San Giovanni. Boucher (beccaio).                                 |
| 1er mars 1353-30 avril 1353        | Mess. Tommaso di Duccio Corsini                | Gonf. issu du q. San Spirito.                                              |
| 1er mars 1353-30 avril 1353        | Niccolò di Bruno                               | Pr. du q. San Spirito. Artisan du cuir (coreggiaio).                       |
| 1er mars 1353-30 avril 1353        | Baccio di Falco                                | Pr. du q. San Spirito. Boucher (beccaio).                                  |
| 1er mars 1353-30 avril 1353        | Filippo di Duccio Magalotti                    | Pr. du q. Santa Croce.                                                     |
| 1er mars 1353-30 avril 1353        | Silvestro di Manetto Isacchi                   | Pr. du q. Santa Croce.                                                     |
| 1er mars 1353-30 avril 1353        | Tommaso Dietaiuti                              | Pr. du q. Santa Maria Novella.                                             |
| 1er mars 1353-30 avril 1353        | Giannozzo Rinaldi                              | Pr. du q. Santa Maria Novella.                                             |
| 1er mars 1353-30 avril 1353        | Uberto di Pagno degli Albizzi                  | Pr. du q. San Giovanni.                                                    |
| 1er mars 1353-30 avril 1353        | Giovanni di Neri di Ser Benedetto Capitani     | Pr. du q. San Giovanni.                                                    |
| 1er mai 1353-30 juin 1353          | Guglielmo di Gherardo Lupicini                 | Gonf. issu du q. Santa Croce.                                              |
| 1er mai 1353-30 juin 1353          | Lippo Guardi                                   | Pr. du q. San Spirito.                                                     |
| 1er mai 1353-30 juin 1353          | Gherardo di Mess. Botte                        | Pr. du q. San Spirito.                                                     |
| 1er mai 1353-30 juin 1353          | Giovanni di Cenni                              | Pr. du q. Santa Croce. Boulanger (fornaciaio).                             |
| 1er mai 1353-30 juin 1353          | Testa Brandini                                 | Pr. du q. Santa Croce. Coutelier (coltellinaio).                           |
| 1er mai 1353-30 juin 1353          | Niccolò di Giovanni di Gherardino Malegonnelle | Pr. du q. Santa Maria Novella.                                             |
| 1er mai 1353-30 juin 1353          | Matteo di Simone Orlandi                       | Pr. du q. Santa Maria Novella.                                             |
| 1er mai 1353-30 juin 1353          | Bianco di Bonso                                | Pr. du q. San Giovanni. Marchand de tissu au détail (ritagliatore).        |
| 1er mai 1353-30 juin 1353          | Giovanni di Tedice Manovelli                   | Pr. du q. San Giovanni.                                                    |
| 1er juillet 1353-31 août 1353      | Bernardo di Lapo Ardinghelli                   | Gonf. issu du q. Santa Maria Novella.                                      |
| 1er juillet 1353-31 août 1353      | Niccolò di Gherardino Gianni                   | Pr. du q. San Spirito.                                                     |
| 1er juillet 1353-31 août 1353      | Luca di Simone Guicciardini                    | Pr. du q. San Spirito.                                                     |
| 1er juillet 1353-31 août 1353      | Giovanni di Mess. Lapo Arnolfi                 | Pr. du q. Santa Croce.                                                     |
| 1er juillet 1353-31 août 1353      | Niccolò di Simone Guardi                       | Pr. du q. Santa Croce.                                                     |
| 1er juillet 1353-31 août 1353      | Schiatta di Ricco                              | Pr. du q. Santa Maria Novella. Tisserand (pezzaio).                        |
| 1er juillet 1353-31 août 1353      | Niccolò di Geri                                | Pr. du q. Santa Maria Novella. Tavernier (tavernaio).                      |
| 1er juillet 1353-31 août 1353      | Braccino di Piero Durante Carnesecchi          | Pr. du q. San Giovanni.                                                    |
| 1er juillet 1353-31 août 1353      | Francesco di Nello                             | Pr. du q. San Giovanni. Mercier (merciaio).                                |
| 1er septembre 1353-31 octobre 1353 | Uguccione di Ricciardo de'Ricci                | Gonf. issu du q. San Giovanni.                                             |
| 1er septembre 1353-31 octobre 1353 | Niccolò di Cione Ridolfi                       | Pr. du q. San Spirito.                                                     |
| 1er septembre 1353-31 octobre 1353 | Niccolò di Ser Bene da Verrazzano              | Pr. du q. San Spirito.                                                     |
| 1er septembre 1353-31 octobre 1353 | Berto di Giugno de'Giugni                      | Pr. du q. Santa Croce.                                                     |
| 1er septembre 1353-31 octobre 1353 | Lorenzo di Lippo Mancini                       | Pr. du q. Santa Croce.                                                     |
| 1er septembre 1353-31 octobre 1353 | Francesco Falconetti                           | Pr. du q. Santa Maria Novella.                                             |
| 1er septembre 1353-31 octobre 1353 | Bartolo di Cino                                | Pr. du q. Santa Maria Novella. Marchand de tissu au détail (ritagliatore). |
| 1er septembre 1353-31 octobre 1353 | Guido Pizzini                                  | Pr. du q. San Giovanni. Chaudronnier (calderaio).                          |
| 1er septembre 1353-31 octobre 1353 | Neri di Maestro Fioravante                     | Pr. du q. San Giovanni.                                                    |
| 1er novembre 1353-31 décembre 1353 | Castello di Bernardo da Quarata (ou Quaratesi) | Gonf. issu du q. San Spirito.                                              |
| 1er novembre 1353-31 décembre 1353 | Cione di Vaccino                               | Pr. du q. San Spirito. Boucher (beccaio).                                  |
| 1er novembre 1353-31 décembre 1353 | Rosso di Corso                                 | Pr. du q. San Spirito. Maréchal-ferrant (ferratore).                       |
| 1er novembre 1353-31 décembre 1353 | Jacopo di Gherardo di Gentile                  | Pr. du q. Santa Croce.                                                     |
| 1er novembre 1353-31 décembre 1353 | Cambino Signorini                              | Pr. du q. Santa Croce.                                                     |
| 1er novembre 1353-31 décembre 1353 | Taddeo di Fino Tosi                            | Pr. du q. Santa Maria Novella.                                             |
| 1er novembre 1353-31 décembre 1353 | Jacopo di Lapo Brunetti                        | Pr. du q. Santa Maria Novella.                                             |
| 1er novembre 1353-31 décembre 1353 | Teghiaio del Cecino                            | Pr. du q. San Giovanni.                                                    |
| 1er novembre 1353-31 décembre 1353 | Biagio di Bonacco Guasconi                     | Pr. du q. San Giovanni.                                                    |

## 1354
| Période de gouvernement            | Gonfaloniers de Justice et Prieurs             | Notes                                                          |
| ---------------------------------- | ---------------------------------------------- | -------------------------------------------------------------- |
| 1er janvier 1354-28 février 1354   | Mugnaio di Recco da Ghiacceto (ou da Diacceto) | Gonf. issu du q. Santa Croce.                                  |
| 1er janvier 1354-28 février 1354   | Sandro di Zanobi dello Scelto Tinghi           | Pr. du q. San Spirito.                                         |
| 1er janvier 1354-28 février 1354   | Scelto di Tingo Thingi                         | Pr. du q. San Spirito.                                         |
| 1er janvier 1354-28 février 1354   | Ardovino di Ciapo                              | Pr. du q. Santa Croce. Boucher (beccaio).                      |
| 1er janvier 1354-28 février 1354   | Bencivenni di Zanobi                           | Pr. du q. Santa Croce. Drapier (pannaiolo).                    |
| 1er janvier 1354-28 février 1354   | Ammannato di Tecchino di Ser Rinaldo           | Pr. du q. Santa Maria Novella.                                 |
| 1er janvier 1354-28 février 1354   | Pinuccio d'Antonio Bonciani                    | Pr. du q. Santa Maria Novella.                                 |
| 1er janvier 1354-28 février 1354   | Tura di Dino                                   | Pr. du q. San Giovanni.                                        |
| 1er janvier 1354-28 février 1354   | Nerone di Nigi Dietisalvi Neroni               | Pr. du q. San Giovanni.                                        |
| 1er mars 1354-30 avril 1354        | Niccolò di Mess. Bencivenni Rucellai           | Gonf. issu du q. Santa Maria Novella.                          |
| 1er mars 1354-30 avril 1354        | Arrigo Farolfi                                 | Pr. du q. San Spirito.                                         |
| 1er mars 1354-30 avril 1354        | Bartolo Strada                                 | Pr. du q. San Spirito.                                         |
| 1er mars 1354-30 avril 1354        | Lapo di Duccio Bucelli                         | Pr. du q. Santa Croce.                                         |
| 1er mars 1354-30 avril 1354        | Michele di Nardo                               | Pr. du q. Santa Croce. Mercier (merciaio).                     |
| 1er mars 1354-30 avril 1354        | Piero di Cambio                                | Pr. du q. Santa Maria Novella. Marchand de lin (linaiolo).     |
| 1er mars 1354-30 avril 1354        | Stefano di Puccio Maestro                      | Pr. du q. Santa Maria Novella.                                 |
| 1er mars 1354-30 avril 1354        | Peppo d'Antonio degli Albizzi                  | Pr. du q. San Giovanni.                                        |
| 1er mars 1354-30 avril 1354        | Fuligno di Conte de'Medici                     | Pr. du q. San Giovanni.                                        |
| 1er mai 1354-30 juin 1354          | Mari di Talento de'Medici                      | Gonf. issu du q. San Giovanni.                                 |
| 1er mai 1354-30 juin 1354          | Francesco di Vannozzo Biliotti                 | Pr. du q. San Spirito.                                         |
| 1er mai 1354-30 juin 1354          | Tommaso di Giantino Alamanni                   | Pr. du q. San Spirito.                                         |
| 1er mai 1354-30 juin 1354          | Francesco di Cenni Risaliti                    | Pr. du q. Santa Croce.                                         |
| 1er mai 1354-30 juin 1354          | Bardo di Francesco Corsi                       | Pr. du q. Santa Croce.                                         |
| 1er mai 1354-30 juin 1354          | Andrea di Lippozzo Mangioni                    | Pr. du q. Santa Maria Novella.                                 |
| 1er mai 1354-30 juin 1354          | Andrea di Rocco Savini                         | Pr. du q. Santa Maria Novella.                                 |
| 1er mai 1354-30 juin 1354          | Ruberto Martelli                               | Pr. du q. San Giovanni. Fabricant d'épées (spadaio) ?          |
| 1er mai 1354-30 juin 1354          | Doffo di Lapo del Bugliaffo                    | Pr. du q. San Giovanni. Fabricant d'épées (spadaio) ?          |
| 1er juillet 1354-31 août 1354      | Albizzo di Giovanni Rinucci                    | Gonf. issu du q. San Spirito.                                  |
| 1er juillet 1354-31 août 1354      | Miffio                                         | Pr. du q. San Spirito. Hôtelier (albergatore).                 |
| 1er juillet 1354-31 août 1354      | Marco di Giovanni                              | Pr. du q. San Spirito. Boucher (beccaio).                      |
| 1er juillet 1354-31 août 1354      | Niccolò d'Ugolino de'Giugni                    | Pr. du q. Santa Croce.                                         |
| 1er juillet 1354-31 août 1354      | Forese di Benci Sacchetti                      | Pr. du q. Santa Croce.                                         |
| 1er juillet 1354-31 août 1354      | Temperano di Manno Temperani                   | Pr. du q. Santa Maria Novella.                                 |
| 1er juillet 1354-31 août 1354      | Stefano di Tuccio del Forese                   | Pr. du q. Santa Maria Novella.                                 |
| 1er juillet 1354-31 août 1354      | Andrea di Vieri Rondinelli                     | Pr. du q. San Giovanni.                                        |
| 1er juillet 1354-31 août 1354      | Tommaso Baronci                                | Pr. du q. San Giovanni.                                        |
| 1er septembre 1354-31 octobre 1354 | Paolo di Cenni Covoni                          | Gonf. issu du q. Santa Croce.                                  |
| 1er septembre 1354-31 octobre 1354 | Piero Velluti                                  | Pr. du q. San Spirito.                                         |
| 1er septembre 1354-31 octobre 1354 | Pierozzo di Banco di Ser Bartolo               | Pr. du q. San Spirito.                                         |
| 1er septembre 1354-31 octobre 1354 | Pasquino di Pacino                             | Pr. du q. Santa Croce. Fromager (pizzicagnolo).                |
| 1er septembre 1354-31 octobre 1354 | Piero di Banchino                              | Pr. du q. Santa Croce. Boucher (beccaio).                      |
| 1er septembre 1354-31 octobre 1354 | Puccio Carletti                                | Pr. du q. Santa Maria Novella.                                 |
| 1er septembre 1354-31 octobre 1354 | Giorgio di Collino Grandoni                    | Pr. du q. Santa Maria Novella.                                 |
| 1er septembre 1354-31 octobre 1354 | Andrea di Neri di Lippo                        | Pr. du q. San Giovanni.                                        |
| 1er septembre 1354-31 octobre 1354 | Francesco di Ser Arrigo de'Rocchi              | Pr. du q. San Giovanni.                                        |
| 1er novembre 1354-31 décembre 1354 | Piero di Lippo Aldobrandini                    | Gonf. issu du q. Santa Maria Novella.                          |
| 1er novembre 1354-31 décembre 1354 | Cino Cecchi                                    | Pr. du q. San Spirito.                                         |
| 1er novembre 1354-31 décembre 1354 | Taddeo di Cionino Aglioni                      | Pr. du q. San Spirito.                                         |
| 1er novembre 1354-31 décembre 1354 | Frosino d'Andrea Unganelli                     | Pr. du q. Santa Croce.                                         |
| 1er novembre 1354-31 décembre 1354 | Ricco di Spinello                              | Pr. du q. Santa Croce. Marchand de fourrure de vair (vaiaio) ? |
| 1er novembre 1354-31 décembre 1354 | Vespuccia di Dolcibene                         | Pr. du q. Santa Maria Novella. Négociant en vins (vinattiere). |
| 1er novembre 1354-31 décembre 1354 | Tellino di Dino                                | Pr. du q. Santa Maria Novella. Forgeron (ferraiolo) ?          |
| 1er novembre 1354-31 décembre 1354 | Guido di Dino del Pecora                       | Pr. du q. San Giovanni.                                        |
| 1er novembre 1354-31 décembre 1354 | Naddo di Ser Spigliato da Filicaia             | Pr. du q. San Giovanni.                                        |

## 1355
| Période de gouvernement            | Gonfaloniers de Justice et Prieurs         | Notes                                                       |
| ---------------------------------- | ------------------------------------------ | ----------------------------------------------------------- |
| 1er janvier 1355-28 février 1355   | Giovanni di Neri di Ser Benedetto          | Gonf. issu du q. San Giovanni.                              |
| 1er janvier 1355-28 février 1355   | Ormannozzo del Bianco Deti                 | Pr. du q. San Spirito.                                      |
| 1er janvier 1355-28 février 1355   | Luca di Totto da Panzano                   | Pr. du q. San Spirito.                                      |
| 1er janvier 1355-28 février 1355   | Rinieri di Mess. Simone Peruzzi            | Pr. du q. Santa Croce.                                      |
| 1er janvier 1355-28 février 1355   | Bindo di Niccolò Raugi                     | Pr. du q. Santa Croce.                                      |
| 1er janvier 1355-28 février 1355   | Ubaldino di Fastello Petriboni             | Pr. du q. Santa Maria Novella.                              |
| 1er janvier 1355-28 février 1355   | Paolo di Bardo Altoviti                    | Pr. du q. Santa Maria Novella.                              |
| 1er janvier 1355-28 février 1355   | Matteo di Federigo Soldi                   | Pr. du q. San Giovanni. Négociant en vins (vinattiere).     |
| 1er janvier 1355-28 février 1355   | Lapone Salvucci                            | Pr. du q. San Giovanni. Fabricant d'épées (spadaio) ?       |
| 1er mars 1355-30 avril 1355        | Schiatta di Ridolfo di Guido Ridolfi       | Gonf. issu du q. San Spirito.                               |
| 1er mars 1355-30 avril 1355        | Andrea di Giovanni                         | Pr. du q. San Spirito. Marchand de chaussures (pianellaio). |
| 1er mars 1355-30 avril 1355        | Firenze di Bartolo del Pancia              | Pr. du q. San Spirito. Cordonnier (calzolaio).              |
| 1er mars 1355-30 avril 1355        | Filippo di Fabbrino Tolosini               | Pr. du q. Santa Croce.                                      |
| 1er mars 1355-30 avril 1355        | Simone di Buonarrota Simoni                | Pr. du q. Santa Croce.                                      |
| 1er mars 1355-30 avril 1355        | Salvino di Simone Beccanugi                | Pr. du q. Santa Maria Novella.                              |
| 1er mars 1355-30 avril 1355        | Uberto di Strozza di Mess. Jacopo Strozzi  | Pr. du q. Santa Maria Novella.                              |
| 1er mars 1355-30 avril 1355        | Filippo di Piero di Durante Carnesecchi    | Pr. du q. San Giovanni.                                     |
| 1er mars 1355-30 avril 1355        | Geri di Guccio Ghiberti                    | Pr. du q. San Giovanni.                                     |
| 1er mai 1355-30 juin 1355          | Guglielmo di Gherardo Lupicini             | Gonf. issu du q. Santa Croce.                               |
| 1er mai 1355-30 juin 1355          | Piero di Ghino Guicciardini                | Pr. du q. San Spirito.                                      |
| 1er mai 1355-30 juin 1355          | Simone di Ser Donato Benci                 | Pr. du q. San Spirito.                                      |
| 1er mai 1355-30 juin 1355          | Antonio di Martino                         | Pr. du q. Santa Croce. Boucher (beccaio).                   |
| 1er mai 1355-30 juin 1355          | Dono di Lotto                              | Pr. du q. Santa Croce. Négociant en vins (vinattiere).      |
| 1er mai 1355-30 juin 1355          | Piero di Lippo Aldobrandini                | Pr. du q. Santa Maria Novella.                              |
| 1er mai 1355-30 juin 1355          | Ugolino di Naddo Rucellai                  | Pr. du q. Santa Maria Novella.                              |
| 1er mai 1355-30 juin 1355          | Noddo d'Andrea Borizoli                    | Pr. du q. San Giovanni.                                     |
| 1er mai 1355-30 juin 1355          | Ser Tano di Nardo Guasconi                 | Pr. du q. San Giovanni.                                     |
| 1er juillet 1355-31 août 1355      | Jacopo di Francesco del Bene               | Gonf. issu du q. Santa Maria Novella.                       |
| 1er juillet 1355-31 août 1355      | Jacopo di Banco di Puccio Bencivenni       | Pr. du q. San Spirito.                                      |
| 1er juillet 1355-31 août 1355      | Giovanni di Giunta                         | Pr. du q. San Spirito. Drapier (lanaiuolo).                 |
| 1er juillet 1355-31 août 1355      | Geri di Ser Gherardo Risaliti              | Pr. du q. Santa Croce.                                      |
| 1er juillet 1355-31 août 1355      | Filippo di Gianmoro Baroncelli             | Pr. du q. Santa Croce.                                      |
| 1er juillet 1355-31 août 1355      | Bonifazio di Falconiere                    | Pr. du q. Santa Maria Novella. Ferrailleur (ferravecchio) ? |
| 1er juillet 1355-31 août 1355      | Niccolò di Dello                           | Pr. du q. Santa Maria Novella. Fromager (pizzicagnolo).     |
| 1er juillet 1355-31 août 1355      | Giannozzo di Bartolo Fede                  | Pr. du q. San Giovanni.                                     |
| 1er juillet 1355-31 août 1355      | Bernarduccio di Lapo                       | Pr. du q. San Giovanni. Teinturier (tintore).               |
| 1er septembre 1355-31 octobre 1355 | Lapo di Donato Viviani                     | Gonf. issu du q. San Giovanni. Drapier (lanaiuolo).         |
| 1er septembre 1355-31 octobre 1355 | Luca di Feo Ugolini                        | Pr. du q. San Spirito.                                      |
| 1er septembre 1355-31 octobre 1355 | Jacopo di Guerruccio Ridolfi               | Pr. du q. San Spirito.                                      |
| 1er septembre 1355-31 octobre 1355 | Niccolò di Vanni Ricoveri                  | Pr. du q. Santa Croce.                                      |
| 1er septembre 1355-31 octobre 1355 | Filippo di Cionetto de'Bastari             | Pr. du q. Santa Croce.                                      |
| 1er septembre 1355-31 octobre 1355 | Jacopo di Mezza Attaviani                  | Pr. du q. Santa Maria Novella.                              |
| 1er septembre 1355-31 octobre 1355 | Lorenzo di Meglio Fagiuoli                 | Pr. du q. Santa Maria Novella.                              |
| 1er septembre 1355-31 octobre 1355 | Giovanni di Piero Parenti                  | Pr. du q. San Giovanni. Armurier (corazzaio).               |
| 1er septembre 1355-31 octobre 1355 | Scolaio di Franco                          | Pr. du q. San Giovanni. Fripier (rigattiere).               |
| 1er novembre 1355-31 décembre 1355 | Lippo di Dino Tinghi                       | Gonf. issu du q. San Spirito.                               |
| 1er novembre 1355-31 décembre 1355 | Niccolò di Nome                            | Pr. du q. San Spirito. Négociant en vins (vinattiere).      |
| 1er novembre 1355-31 décembre 1355 | Bartolo di Paolo                           | Pr. du q. San Spirito. Maréchal-ferrant (ferratore).        |
| 1er novembre 1355-31 décembre 1355 | Niccolò di Jacopo Alberti                  | Pr. du q. Santa Croce.                                      |
| 1er novembre 1355-31 décembre 1355 | Andrea di Villano di Stoldo Villani        | Pr. du q. Santa Croce. Teinturier (tintore).                |
| 1er novembre 1355-31 décembre 1355 | Simone di Ser Giovanni Siminetti           | Pr. du q. Santa Maria Novella.                              |
| 1er novembre 1355-31 décembre 1355 | Francesco di Bartolino Salimbeni Bartolini | Pr. du q. Santa Maria Novella.                              |
| 1er novembre 1355-31 décembre 1355 | Cantino d'Angelo di Lapo del Canto         | Pr. du q. San Giovanni.                                     |
| 1er novembre 1355-31 décembre 1355 | Tosco di Ghinozzo dello Scelto             | Pr. du q. San Giovanni.                                     |

## 1356
| Période de gouvernement            | Gonfaloniers de Justice et Prieurs                             | Notes                                                                     |
| ---------------------------------- | -------------------------------------------------------------- | ------------------------------------------------------------------------- |
| 1er janvier 1356-29 février 1356   | Dino di Geri Cignamochi (ou Tigliamochi, ou Cigliamochi)       | Gonf. issu du q. Santa Croce.                                             |
| 1er janvier 1356-29 février 1356   | Tommaso di Mone Guidetti                                       | Pr. du q. San Spirito.                                                    |
| 1er janvier 1356-29 février 1356   | Andrea di Benozzo Graffo                                       | Pr. du q. San Spirito.                                                    |
| 1er janvier 1356-29 février 1356   | Jacopo di Domenico                                             | Pr. du q. Santa Croce. Boucher (beccaio).                                 |
| 1er janvier 1356-29 février 1356   | Francesco di Giovanni                                          | Pr. du q. Santa Croce. Cordonnier (calzolaio).                            |
| 1er janvier 1356-29 février 1356   | Francesco di Giunta Borghi                                     | Pr. du q. Santa Maria Novella.                                            |
| 1er janvier 1356-29 février 1356   | Monte di Lippo Bellandi                                        | Pr. du q. Santa Maria Novella.                                            |
| 1er janvier 1356-29 février 1356   | Bartolommeo d'Aldobrandino Alfani                              | Pr. du q. San Giovanni.                                                   |
| 1er janvier 1356-29 février 1356   | Castellano di Lippo del Beccuto                                | Pr. du q. San Giovanni. Mort en charge.                                   |
| 1er janvier 1356-29 février 1356   | Francesco Cambini                                              | Pr. du q. San Giovanni. Mort en charge. Élu en remplacement du précédent. |
| 1er mars 1356-30 avril 1356        | Domenico di Sandro Donnini                                     | Gonf. issu du q. Santa Maria Novella.                                     |
| 1er mars 1356-30 avril 1356        | Giovanni di Meglio Bonarli                                     | Pr. du q. San Spirito.                                                    |
| 1er mars 1356-30 avril 1356        | Ugolino di Vieri                                               | Pr. du q. San Spirito. Apothicaire (speziale).                            |
| 1er mars 1356-30 avril 1356        | Francesco Rinuccini                                            | Pr. du q. Santa Croce.                                                    |
| 1er mars 1356-30 avril 1356        | Piero di Bene del Pepe                                         | Pr. du q. Santa Croce.                                                    |
| 1er mars 1356-30 avril 1356        | Jacopo di Naddo                                                | Pr. du q. Santa Maria Novella. Boucher (beccaio).                         |
| 1er mars 1356-30 avril 1356        | Pace di Brunetto                                               | Pr. du q. Santa Maria Novella. Marchand de cuir (cuoiaio).                |
| 1er mars 1356-30 avril 1356        | Spina di Pino di Spina Falconi                                 | Pr. du q. San Giovanni.                                                   |
| 1er mars 1356-30 avril 1356        | Jacopo di Dino del Pecora                                      | Pr. du q. San Giovanni.                                                   |
| 1er mai 1356-30 juin 1356          | Giovanni di Conte de'Medici                                    | Gonf. issu du q. San Giovanni.                                            |
| 1er mai 1356-30 juin 1356          | Vanni Manetti                                                  | Pr. du q. San Spirito.                                                    |
| 1er mai 1356-30 juin 1356          | Bartolo di Cione Biliotti                                      | Pr. du q. San Spirito.                                                    |
| 1er mai 1356-30 juin 1356          | Tommaso di Filippo Magalotti                                   | Pr. du q. Santa Croce.                                                    |
| 1er mai 1356-30 juin 1356          | Giovanni di Lapo Niccolini                                     | Pr. du q. Santa Croce.                                                    |
| 1er mai 1356-30 juin 1356          | Giovannozzo di Rinaldo Cambi                                   | Pr. du q. Santa Maria Novella.                                            |
| 1er mai 1356-30 juin 1356          | Nardo di Manno Silimanni                                       | Pr. du q. Santa Maria Novella.                                            |
| 1er mai 1356-30 juin 1356          | Giovanni di Vita                                               | Pr. du q. San Giovanni. Armurier (corazzaio).                             |
| 1er mai 1356-30 juin 1356          | Silvestro di Donato                                            | Pr. du q. San Giovanni. Aubergiste (caffettaio) ?                         |
| 1er juillet 1356-31 août 1356      | Alamanno di Torello Vettori                                    | Gonf. issu du q. San Spirito.                                             |
| 1er juillet 1356-31 août 1356      | Giovanni Ciari                                                 | Pr. du q. San Spirito. Fripier (rigattiere).                              |
| 1er juillet 1356-31 août 1356      | Cione di Vaccino                                               | Pr. du q. San Spirito. Boucher (beccaio).                                 |
| 1er juillet 1356-31 août 1356      | Simone Bertini                                                 | Pr. du q. Santa Croce.                                                    |
| 1er juillet 1356-31 août 1356      | Andrea Loli                                                    | Pr. du q. Santa Croce.                                                    |
| 1er juillet 1356-31 août 1356      | Piero di Lippo Bonagrazia                                      | Pr. du q. Santa Maria Novella.                                            |
| 1er juillet 1356-31 août 1356      | Matteo di Simone Orlandi                                       | Pr. du q. Santa Maria Novella.                                            |
| 1er juillet 1356-31 août 1356      | Bianco Bonsi                                                   | Pr. du q. San Giovanni. Fripier (rigattiere).                             |
| 1er juillet 1356-31 août 1356      | Cecco di Cione                                                 | Pr. du q. San Giovanni. Marchand de tissu au détail (ritagliatore).       |
| 1er septembre 1356-31 octobre 1356 | Giovanni di Mess. Lotto Salviati                               | Gonf. issu du q. Santa Croce.                                             |
| 1er septembre 1356-31 octobre 1356 | Mess. Donato Velluti                                           | Pr. du q. San Spirito.                                                    |
| 1er septembre 1356-31 octobre 1356 | Stefano di Lippo Neri                                          | Pr. du q. San Spirito.                                                    |
| 1er septembre 1356-31 octobre 1356 | Piero di Dino                                                  | Pr. du q. Santa Croce. Forgeron (manescalco).                             |
| 1er septembre 1356-31 octobre 1356 | Agnolo Sangiugni                                               | Pr. du q. Santa Croce. Fromager (pizzicagnolo).                           |
| 1er septembre 1356-31 octobre 1356 | Niccolò di Giovanni di Gherardino Malegonnelle                 | Pr. du q. Santa Maria Novella.                                            |
| 1er septembre 1356-31 octobre 1356 | Baldese di Turino Baldesi                                      | Pr. du q. Santa Maria Novella.                                            |
| 1er septembre 1356-31 octobre 1356 | Jacopo di Vanni                                                | Pr. du q. San Giovanni. Marchand de tissu au détail (ritagliatore).       |
| 1er septembre 1356-31 octobre 1356 | Giorgio di Benci Carucci                                       | Pr. du q. San Giovanni.                                                   |
| 1er novembre 1356-31 décembre 1356 | Giannozzo di Strozza di Mess. Jacopo Strozzi                   | Gonf. issu du q. Santa Maria Novella.                                     |
| 1er novembre 1356-31 décembre 1356 | Filippo di Giovanni Machiavelli                                | Pr. du q. San Spirito.                                                    |
| 1er novembre 1356-31 décembre 1356 | Chiaro di Nuccio Ammirati                                      | Pr. du q. San Spirito.                                                    |
| 1er novembre 1356-31 décembre 1356 | Zanobi di Berto Rinieri                                        | Pr. du q. Santa Croce.                                                    |
| 1er novembre 1356-31 décembre 1356 | Giovanni di Massaio Raffacani                                  | Pr. du q. Santa Croce.                                                    |
| 1er novembre 1356-31 décembre 1356 | Piero d'Ottinello                                              | Pr. du q. Santa Maria Novella. Tisserand (pezzaio).                       |
| 1er novembre 1356-31 décembre 1356 | Filippo di Guccio                                              | Pr. du q. Santa Maria Novella. Menuisier (legnaiolo).                     |
| 1er novembre 1356-31 décembre 1356 | Guerrozzo d'Ardingo de'Ricci (ou Gucciozzo d'Ardingo de'Ricci) | Pr. du q. San Giovanni.                                                   |
| 1er novembre 1356-31 décembre 1356 | Giovanni di Mancino Sostegni                                   | Pr. du q. San Giovanni. Apothicaire (speziale).                           |

## 1357
| Période de gouvernement            | Gonfaloniers de Justice et Prieurs                | Notes                                                      |
| ---------------------------------- | ------------------------------------------------- | ---------------------------------------------------------- |
| 1er janvier 1357-28 février 1357   | Chiarissimo di Meo Cionacci                       | Gonf. issu du q. San Giovanni.                             |
| 1er janvier 1357-28 février 1357   | Bartolommeo di Martino Guardi                     | Pr. du q. San Spirito.                                     |
| 1er janvier 1357-28 février 1357   | Guido di Bianco Deti                              | Pr. du q. San Spirito.                                     |
| 1er janvier 1357-28 février 1357   | Taddeo di Bencivenni Bonsostegni                  | Pr. du q. Santa Croce.                                     |
| 1er janvier 1357-28 février 1357   | Giovanni di Ser Bonaccorri Biffoli                | Pr. du q. Santa Croce.                                     |
| 1er janvier 1357-28 février 1357   | Attaviano di Dino Attaviani                       | Pr. du q. Santa Maria Novella.                             |
| 1er janvier 1357-28 février 1357   | Jacopo di Lapo Brunetti                           | Pr. du q. Santa Maria Novella.                             |
| 1er janvier 1357-28 février 1357   | Guido Pizzini                                     | Pr. du q. San Giovanni. Chaudronnier (calderaio).          |
| 1er janvier 1357-28 février 1357   | Mone di Fantino                                   | Pr. du q. San Giovanni. Négociant en vins (vinattiere).    |
| 1er mars 1357-30 avril 1357        | Sandro di Simone da Quarata (ou Quaratesi)        | Gonf. issu du q. San Spirito.                              |
| 1er mars 1357-30 avril 1357        | Nigi di Paolo                                     | Pr. du q. San Spirito. Hôtelier (albergatore).             |
| 1er mars 1357-30 avril 1357        | Tommaso di Serotino Brancacci                     | Pr. du q. San Spirito.                                     |
| 1er mars 1357-30 avril 1357        | Forigiano di Viviano (ou Fortigiano di Viviano)   | Pr. du q. Santa Croce. Apothicaire (speziale).             |
| 1er mars 1357-30 avril 1357        | Filippo di Stagio da Torricchio (ou da Turicchio) | Pr. du q. Santa Croce.                                     |
| 1er mars 1357-30 avril 1357        | Andrea di Ricco Savini                            | Pr. du q. Santa Maria Novella.                             |
| 1er mars 1357-30 avril 1357        | Bartolo di Cino Benvenuti                         | Pr. du q. Santa Maria Novella.                             |
| 1er mars 1357-30 avril 1357        | Nerone di Nigi Dietisalvi Neroni                  | Pr. du q. San Giovanni.                                    |
| 1er mars 1357-30 avril 1357        | Amerigo di Bernardo da Sommaia                    | Pr. du q. San Giovanni.                                    |
| 1er mai 1357-30 juin 1357          | Simone di Neri dell'Antella                       | Gonf. issu du q. Santa Croce.                              |
| 1er mai 1357-30 juin 1357          | Cione Pitti                                       | Pr. du q. San Spirito.                                     |
| 1er mai 1357-30 juin 1357          | Lorenzo di Jacopo Marsili                         | Pr. du q. San Spirito.                                     |
| 1er mai 1357-30 juin 1357          | Simone di Lapo Corsi                              | Pr. du q. Santa Croce. Boulanger (fornaciaio).             |
| 1er mai 1357-30 juin 1357          | Betto Berti                                       | Pr. du q. Santa Croce. Boulanger (fornaio).                |
| 1er mai 1357-30 juin 1357          | Domenico d'Albizzo Fagiuoli                       | Pr. du q. Santa Maria Novella.                             |
| 1er mai 1357-30 juin 1357          | Taddeo di Fino Tosi (ou del Toso)                 | Pr. du q. Santa Maria Novella.                             |
| 1er mai 1357-30 juin 1357          | Migliore di Vieri Guadagni                        | Pr. du q. San Giovanni.                                    |
| 1er mai 1357-30 juin 1357          | Biagio di Bonaccio Guasconi                       | Pr. du q. San Giovanni.                                    |
| 1er juillet 1357-31 août 1357      | Bartolo di More Ubaldini                          | Gonf. issu du q. Santa Maria Novella.                      |
| 1er juillet 1357-31 août 1357      | Sandro di Cenni Biliotti                          | Pr. du q. San Spirito.                                     |
| 1er juillet 1357-31 août 1357      | Piero di Dato Canigiani                           | Pr. du q. San Spirito.                                     |
| 1er juillet 1357-31 août 1357      | Giovanni di Geri del Bello                        | Pr. du q. Santa Croce.                                     |
| 1er juillet 1357-31 août 1357      | Tommaso di Lippo Soldani                          | Pr. du q. Santa Croce.                                     |
| 1er juillet 1357-31 août 1357      | Schiatta di Ricco                                 | Pr. du q. Santa Maria Novella. Tisserand (pezzaio).        |
| 1er juillet 1357-31 août 1357      | Jacopo di Puccio                                  | Pr. du q. Santa Maria Novella. Marchand de lin (linaiolo). |
| 1er juillet 1357-31 août 1357      | Niccolò d'Andrea Ferrantini                       | Pr. du q. San Giovanni.                                    |
| 1er juillet 1357-31 août 1357      | Giovanni di Bartolo Bischeri                      | Pr. du q. San Giovanni.                                    |
| 1er septembre 1357-31 octobre 1357 | Simone di Michele Ristori                         | Gonf. issu du q. San Giovanni.                             |
| 1er septembre 1357-31 octobre 1357 | Jacopo di Lapo Cavacciani                         | Pr. du q. San Spirito.                                     |
| 1er septembre 1357-31 octobre 1357 | Jacopo di Ghingo Aldobrandini                     | Pr. du q. San Spirito.                                     |
| 1er septembre 1357-31 octobre 1357 | Francesco di Caccino Ricoveri                     | Pr. du q. Santa Croce.                                     |
| 1er septembre 1357-31 octobre 1357 | Simone di Rinieri Peruzzi                         | Pr. du q. Santa Croce.                                     |
| 1er septembre 1357-31 octobre 1357 | Guido di Federigo                                 | Pr. du q. Santa Maria Novella. Orfèvre (orefice).          |
| 1er septembre 1357-31 octobre 1357 | Guccio di Dino Gucci                              | Pr. du q. Santa Maria Novella.                             |
| 1er septembre 1357-31 octobre 1357 | Bartolo di Lore                                   | Pr. du q. San Giovanni. Boucher (beccaio).                 |
| 1er septembre 1357-31 octobre 1357 | Dante di Ser Rimbaldino                           | Pr. du q. San Giovanni. Hôtelier (albergatore).            |
| 1er novembre 1357-31 décembre 1357 | Bartolo di Chiaro Bonarli                         | Gonf. issu du q. San Spirito.                              |
| 1er novembre 1357-31 décembre 1357 | Piero di Puccio                                   | Pr. du q. San Spirito. Négociant en vins (vinattiere).     |
| 1er novembre 1357-31 décembre 1357 | Giusto di Bate                                    | Pr. du q. San Spirito. Fromager (pizzicagnolo).            |
| 1er novembre 1357-31 décembre 1357 | Mariano di Ser Giovanni Cafferelli                | Pr. du q. Santa Croce.                                     |
| 1er novembre 1357-31 décembre 1357 | Duccio di Guido Tolosini                          | Pr. du q. Santa Croce.                                     |
| 1er novembre 1357-31 décembre 1357 | Giorgio di Collino Grandoni                       | Pr. du q. Santa Maria Novella.                             |
| 1er novembre 1357-31 décembre 1357 | Puccio Carletti                                   | Pr. du q. Santa Maria Novella.                             |
| 1er novembre 1357-31 décembre 1357 | Francesco di Nello                                | Pr. du q. San Giovanni. Mercier (merciaio).                |
| 1er novembre 1357-31 décembre 1357 | Francesco di Lapo Stoldi                          | Pr. du q. San Giovanni.                                    |

## 1358
| Période de gouvernement            | Gonfaloniers de Justice et Prieurs         | Notes                                                          |
| ---------------------------------- | ------------------------------------------ | -------------------------------------------------------------- |
| 1er janvier 1358-28 février 1358   | Sandro di Lapo Covoni                      | Gonf. issu du q. Santa Croce.                                  |
| 1er janvier 1358-28 février 1358   | Guido di Giovanni Machiavelli              | Pr. du q. San Spirito.                                         |
| 1er janvier 1358-28 février 1358   | Filippo di Recco Vettori                   | Pr. du q. San Spirito.                                         |
| 1er janvier 1358-28 février 1358   | Piero di Bachino                           | Pr. du q. Santa Croce. Tavernier (tavernaio).                  |
| 1er janvier 1358-28 février 1358   | Dino di Nuccio                             | Pr. du q. Santa Croce. Artisan du cuir (coreggiaio).           |
| 1er janvier 1358-28 février 1358   | Lapo di Vanni Rucellai                     | Pr. du q. Santa Maria Novella.                                 |
| 1er janvier 1358-28 février 1358   | Albizzo di Lippo Bellandi                  | Pr. du q. Santa Maria Novella.                                 |
| 1er janvier 1358-28 février 1358   | Tommaso di Neri Lippi                      | Pr. du q. San Giovanni.                                        |
| 1er janvier 1358-28 février 1358   | Domenico di Dante                          | Pr. du q. San Giovanni. Fabricant de doublures (farsettaio).   |
| 1er mars 1358-30 avril 1358        | Ghino di Caccino Bonciani                  | Gonf. issu du q. Santa Maria Novella.                          |
| 1er mars 1358-30 avril 1358        | Francesco di Lippo Antinori                | Pr. du q. San Spirito.                                         |
| 1er mars 1358-30 avril 1358        | Francesco Sapiti                           | Pr. du q. San Spirito.                                         |
| 1er mars 1358-30 avril 1358        | Francesco di Goso                          | Pr. du q. Santa Croce. Drapier (lanaiolo).                     |
| 1er mars 1358-30 avril 1358        | Silvestro di Manetto Isacchi               | Pr. du q. Santa Croce.                                         |
| 1er mars 1358-30 avril 1358        | Azzino di Gualberto                        | Pr. du q. Santa Maria Novella. Forgeron (fabbro).              |
| 1er mars 1358-30 avril 1358        | Lapo di Marco                              | Pr. du q. Santa Maria Novella. Forgeron (manescalco).          |
| 1er mars 1358-30 avril 1358        | Niccolò di Nome Guidi                      | Pr. du q. San Giovanni. Apothicaire (speziale).                |
| 1er mars 1358-30 avril 1358        | Andrea di Vieri Rondinelli                 | Pr. du q. San Giovanni.                                        |
| 1er mai 1358-30 juin 1358          | Berto di Grazino Duranti Carnesecchi       | Gonf. issu du q. San Giovanni. Apothicaire (speziale).         |
| 1er mai 1358-30 juin 1358          | Giovanni di Ser Segna                      | Pr. du q. San Spirito.                                         |
| 1er mai 1358-30 juin 1358          | Niccolò di Bocchino Rimbaldesi             | Pr. du q. San Spirito.                                         |
| 1er mai 1358-30 juin 1358          | Ricco di Spinello Spinelli                 | Pr. du q. Santa Croce. Marchand de fourrure de vair (vaiaio) ? |
| 1er mai 1358-30 juin 1358          | Maestro Tommaso del Maestro Dino del Garbo | Pr. du q. Santa Croce.                                         |
| 1er mai 1358-30 juin 1358          | Ubaldino di Fastello Petriboni             | Pr. du q. Santa Maria Novella.                                 |
| 1er mai 1358-30 juin 1358          | Stefanino di Duccio del Forese             | Pr. du q. Santa Maria Novella.                                 |
| 1er mai 1358-30 juin 1358          | Matteo di Federigo Soldi                   | Pr. du q. San Giovanni. Négociant en vins (vinattiere).        |
| 1er mai 1358-30 juin 1358          | Neri di Fioravante                         | Pr. du q. San Giovanni. Maître (maestra) ?                     |
| 1er juillet 1358-31 août 1358      | Jacopo di Bartolo Strada                   | Gonf. issu du q. San Spirito.                                  |
| 1er juillet 1358-31 août 1358      | Marco di Giovanni Trenta                   | Pr. du q. San Spirito. Boucher (beccaio).                      |
| 1er juillet 1358-31 août 1358      | Baccio di Falco Falcucci                   | Pr. du q. San Spirito. Aubergiste (tavernaro).                 |
| 1er juillet 1358-31 août 1358      | Bernardino di Nerozzo Alberti              | Pr. du q. Santa Croce.                                         |
| 1er juillet 1358-31 août 1358      | Jacopo di Bartoluccio Salimbeni            | Pr. du q. Santa Croce.                                         |
| 1er juillet 1358-31 août 1358      | Mess. Arnaldo di Palmieri Altoviti         | Pr. du q. Santa Maria Novella.                                 |
| 1er juillet 1358-31 août 1358      | Piero di Lippo Aldobrandini                | Pr. du q. Santa Maria Novella.                                 |
| 1er juillet 1358-31 août 1358      | Jacopo di Renzo                            | Pr. du q. San Giovanni. Changeur de monnaie (cambiatore).      |
| 1er juillet 1358-31 août 1358      | Francesco di Ser Arrigo de'Rocchi          | Pr. du q. San Giovanni.                                        |
| 1er septembre 1358-31 octobre 1358 | Geri di Ser Gherardo Risaliti              | Gonf. issu du q. Santa Croce.                                  |
| 1er septembre 1358-31 octobre 1358 | Cino Cecchi                                | Pr. du q. San Spirito.                                         |
| 1er septembre 1358-31 octobre 1358 | Schiatta di Noffo Ridolfi                  | Pr. du q. San Spirito.                                         |
| 1er septembre 1358-31 octobre 1358 | Ridolfo di Lorenzo                         | Pr. du q. Santa Croce. Cordonnier (calzolaio).                 |
| 1er septembre 1358-31 octobre 1358 | Antonio di Martino                         | Pr. du q. Santa Croce. Boucher (beccaio).                      |
| 1er septembre 1358-31 octobre 1358 | Marco di Rosso Strozzi                     | Pr. du q. Santa Maria Novella.                                 |
| 1er septembre 1358-31 octobre 1358 | Tommaso Federighi                          | Pr. du q. Santa Maria Novella.                                 |
| 1er septembre 1358-31 octobre 1358 | Tommaso di Diodato Baronci                 | Pr. du q. San Giovanni.                                        |
| 1er septembre 1358-31 octobre 1358 | Giovanni di Tedice Manovelli               | Pr. du q. San Giovanni.                                        |
| 1er novembre 1358-31 décembre 1358 | Ghino di Bernardo Anselmi                  | Gonf. issu du q. Santa Maria Novella.                          |
| 1er novembre 1358-31 décembre 1358 | Niccolò di Ser Bene da Verrazzano          | Pr. du q. San Spirito.                                         |
| 1er novembre 1358-31 décembre 1358 | Giannozzo di Lambuccio Manetti             | Pr. du q. San Spirito.                                         |
| 1er novembre 1358-31 décembre 1358 | Orlando di Cambio Orlandi                  | Pr. du q. Santa Croce.                                         |
| 1er novembre 1358-31 décembre 1358 | Niccolò d'Ugolino de'Giugni                | Pr. du q. Santa Croce.                                         |
| 1er novembre 1358-31 décembre 1358 | Francesco del Chiaro                       | Pr. du q. Santa Maria Novella. Tanneur (galigaio).             |
| 1er novembre 1358-31 décembre 1358 | Benozzo di Ser Ricco                       | Pr. du q. Santa Maria Novella. Marchand de lin (linaiolo).     |
| 1er novembre 1358-31 décembre 1358 | Lando d'Antonio degli Albizzi              | Pr. du q. San Giovanni.                                        |
| 1er novembre 1358-31 décembre 1358 | Salvestro di Mess. Alamanno de'Medici      | Pr. du q. San Giovanni.                                        |

## 1359
| Période de gouvernement            | Gonfaloniers de Justice et Prieurs           | Notes                                                                      |
| ---------------------------------- | -------------------------------------------- | -------------------------------------------------------------------------- |
| 1er janvier 1359-28 février 1359   | Manetto di Ser Spigliato da Filicaia         | Gonf. issu du q. San Giovanni.                                             |
| 1er janvier 1359-28 février 1359   | Azzolino di Ser Viviano                      | Pr. du q. San Spirito.                                                     |
| 1er janvier 1359-28 février 1359   | Niccolò di Cione Ridolfi                     | Pr. du q. San Spirito.                                                     |
| 1er janvier 1359-28 février 1359   | Giovanni di Guido dell'Antella               | Pr. du q. Santa Croce.                                                     |
| 1er janvier 1359-28 février 1359   | Lapo di Duccio Bucelli                       | Pr. du q. Santa Croce.                                                     |
| 1er janvier 1359-28 février 1359   | Ammannato di Ser Rinaldo Tecchini            | Pr. du q. Santa Maria Novella.                                             |
| 1er janvier 1359-28 février 1359   | Maffeo di Cante Pilli                        | Pr. du q. Santa Maria Novella.                                             |
| 1er janvier 1359-28 février 1359   | Giovanni di Goggio                           | Pr. du q. San Giovanni. Fripier (rigattiere).                              |
| 1er janvier 1359-28 février 1359   | Ricco di Taldo Taldi                         | Pr. du q. San Giovanni. Chaudronnier (calderaio).                          |
| 1er mars 1359-30 avril 1359        | Tommaso di Mone Guidetti                     | Gonf. issu du q. San Spirito.                                              |
| 1er mars 1359-30 avril 1359        | Bartolo di Paolo                             | Pr. du q. San Spirito. Forgeron (manescalco).                              |
| 1er mars 1359-30 avril 1359        | Andrea di Feo                                | Pr. du q. San Spirito. Terrassier (lastraiolo).                            |
| 1er mars 1359-30 avril 1359        | Forese di Benci Sacchetti                    | Pr. du q. Santa Croce.                                                     |
| 1er mars 1359-30 avril 1359        | Rinieri di Mess. Simone Peruzzi              | Pr. du q. Santa Croce.                                                     |
| 1er mars 1359-30 avril 1359        | Ciore del Buono                              | Pr. du q. Santa Maria Novella.                                             |
| 1er mars 1359-30 avril 1359        | Francesco Bartolini                          | Pr. du q. Santa Maria Novella.                                             |
| 1er mars 1359-30 avril 1359        | Geri di Pieraglia (ou Peraglia)              | Pr. du q. San Giovanni. Apothicaire (speziale).                            |
| 1er mars 1359-30 avril 1359        | Ser Francesco Bruni                          | Pr. du q. San Giovanni.                                                    |
| 1er mai 1359-30 juin 1359          | Michele di Nardo Nardi                       | Gonf. issu du q. Santa Croce. Mercier (merciaio).                          |
| 1er mai 1359-30 juin 1359          | Piero di Chiarino Davanzati                  | Pr. du q. San Spirito.                                                     |
| 1er mai 1359-30 juin 1359          | Ugo di Guccio da Panzano                     | Pr. du q. San Spirito.                                                     |
| 1er mai 1359-30 juin 1359          | Giovanni di Cenni                            | Pr. du q. Santa Croce. Fabricant de ciseaux (forbiciaio).                  |
| 1er mai 1359-30 juin 1359          | Testa Bandini (ou Brandini, ou di Brandino)  | Pr. du q. Santa Croce. Forgeron (fabbro).                                  |
| 1er mai 1359-30 juin 1359          | Simone di Ser Giovanni Siminetti             | Pr. du q. Santa Maria Novella.                                             |
| 1er mai 1359-30 juin 1359          | Anfrione di Mess. Geri Spini                 | Pr. du q. Santa Maria Novella.                                             |
| 1er mai 1359-30 juin 1359          | Geri di Guccio Ghiberti                      | Pr. du q. San Giovanni.                                                    |
| 1er mai 1359-30 juin 1359          | Tommaso di Bartolo Fedi                      | Pr. du q. San Giovanni.                                                    |
| 1er juillet 1359-31 août 1359      | Barna di Valorino di Lapo Valorini           | Gonf. issu du q. Santa Maria Novella.                                      |
| 1er juillet 1359-31 août 1359      | Mess. Paolo Vettori                          | Pr. du q. San Spirito.                                                     |
| 1er juillet 1359-31 août 1359      | Simone di Francesco Rinucci                  | Pr. du q. San Spirito.                                                     |
| 1er juillet 1359-31 août 1359      | Giovanni di Mess. Lapo Arnolfi               | Pr. du q. Santa Croce.                                                     |
| 1er juillet 1359-31 août 1359      | Cambio Signorini                             | Pr. du q. Santa Croce.                                                     |
| 1er juillet 1359-31 août 1359      | Paolo Giraldi                                | Pr. du q. Santa Maria Novella. Tanneur (galigaio).                         |
| 1er juillet 1359-31 août 1359      | Pace Brunetti                                | Pr. du q. Santa Maria Novella. Tisserand (pezzaio).                        |
| 1er juillet 1359-31 août 1359      | Rosso di Riccardo de'Ricci                   | Pr. du q. San Giovanni.                                                    |
| 1er juillet 1359-31 août 1359      | Lapo di Donato Viviani                       | Pr. du q. San Giovanni.                                                    |
| 1er septembre 1359-31 octobre 1359 | Bianco di Bonso Bonsi                        | Gonf. issu du q. San Giovanni. Marchand de tissu au détail (ritagliatore). |
| 1er septembre 1359-31 octobre 1359 | Francesco di Vannozzo Siminetti (Biliotti ?) | Pr. du q. San Spirito.                                                     |
| 1er septembre 1359-31 octobre 1359 | Giovanni di Giunta                           | Pr. du q. San Spirito. Drapier (lanaiolo).                                 |
| 1er septembre 1359-31 octobre 1359 | Pierozzo di Piero Peri                       | Pr. du q. Santa Croce.                                                     |
| 1er septembre 1359-31 octobre 1359 | Migliorozzo di Taddeo Magaldi                | Pr. du q. Santa Croce.                                                     |
| 1er septembre 1359-31 octobre 1359 | Niccolò di Mess. Bencivenni Rucellai         | Pr. du q. Santa Maria Novella.                                             |
| 1er septembre 1359-31 octobre 1359 | Paolo di Neri Bordoni                        | Pr. du q. Santa Maria Novella.                                             |
| 1er septembre 1359-31 octobre 1359 | Ruberto Martelli                             | Pr. du q. San Giovanni. Fabricant d'épées (spadaio) ?                      |
| 1er septembre 1359-31 octobre 1359 | Giovanni di Rota                             | Pr. du q. San Giovanni. Boulanger (fornaio).                               |
| 1er novembre 1359-31 décembre 1359 | Taddeo di Cionino Aglioni                    | Gonf. issu du q. San Spirito.                                              |
| 1er novembre 1359-31 décembre 1359 | Niccolò di Nome                              | Pr. du q. San Spirito. Négociant en vins (vinattiere).                     |
| 1er novembre 1359-31 décembre 1359 | Segna di Cione                               | Pr. du q. San Spirito. Artisan du cuir (coreggiaio).                       |
| 1er novembre 1359-31 décembre 1359 | Bertoldo di Geppo                            | Pr. du q. Santa Croce. Apothicaire (speziale).                             |
| 1er novembre 1359-31 décembre 1359 | Orlando di Gherardo                          | Pr. du q. Santa Croce.                                                     |
| 1er novembre 1359-31 décembre 1359 | Lorenzo di Meglio Fagiuoli                   | Pr. du q. Santa Maria Novella.                                             |
| 1er novembre 1359-31 décembre 1359 | Niccolò di Giovanni Malegonnelle             | Pr. du q. Santa Maria Novella.                                             |
| 1er novembre 1359-31 décembre 1359 | Guido del Pecora (ou Pecori)                 | Pr. du q. San Giovanni. Apothicaire (speziale).                            |
| 1er novembre 1359-31 décembre 1359 | Filippo di Rinaldo Rondinelli                | Pr. du q. San Giovanni.                                                    |